# 奧利埃沃-科爾尼夫
48°44′29″N 25°22′56″E / 48.74139°N 25.38222°E
奧利埃沃-科爾尼夫（烏克蘭語：Олієво-Корнів），是烏克蘭的村落，位於該國西部伊萬諾-弗蘭科夫斯克州，由科洛梅亚区負責管轄，始建於1461年，面積6平方公里，2001年人口483，人口密度每平方公里80.5人。